# Ghostlight (film)
Pour les articles homonymes, voir Ghost light.
Pour plus de détails, voir Fiche technique et Distribution.
Ghostlight est un film américain réalisé par Kelly O'Sullivan et Alex Thompson (en) et sorti en 2024.

## Synopsis
À Chicago et dans les localités avoisinantes, Dan exerce son métier sur des projets de construction routière. Presque par une coïncidence, et sans que ses proches ne le sachent, il rejoint une compagnie théâtrale non professionnelle préparant une représentation de Roméo et Juliette. Progressivement, le drame interprété sur les planches se met à faire écho à sa propre existence.

## Fiche technique
- Titre original et français : Ghostlight
- Réalisation : Kelly O'Sullivan et Alex Thompson (en)
- Scénario : Kelly O'Sullivan
- Musique : Quinn Tsan
- Décors : Linda Lee
- Costumes : Michelle Bradley
- Photographie : Luke Dyra
- Montage : Mike S. Smith
- Production : Chelsea Krant, Alex Thompson, Pierce Cravens, Alex Wilson, Edwin Linker, Ian Keiser
- Société de production : Runaway Train
- Société de distribution : Survivance (France)
- Pays de production :  États-Unis
- Langue originale : anglais
- Format : couleur — 1,66:1
- Genre : comédie dramatique
- Durée : 115 minutes
- Dates de sortie :
  - États-Unis : 18 janvier 2024 (Festival du film de Sundance) ; 14 juin 2024 (sortie nationale)
  - France : 30 avril 2025

## Distribution
- Keith Kupferer (es) : Dan, le père
- Katherine Mallen Kupferer : Daisy, la fille
- Tara Mallen : Sharon, la mère
- Dolly de Leon : Rita
- Deanna Dunagan : Tony-Winner Deanna Dunagan
- Francis Guinan : Janitor Fran

## Production
Kelly O'Sullivan a écrit le rôle de Dan pour Keith Kupferer (es), avec qui elle avait déjà travaillé en 2014 sur la pièce The Humans (en). Keith Kupferer a suggéré d'auditionner sa fille Katherine Mallen Kupferer pour le rôle de Daisy, puis son épouse Tara Mallen a été prise pour le rôle de Sharon.

## Distinctions

### Récompenses
- Festival international du film de Seattle 2024[3] :
  - Golden Space Needle Award - meilleur réalisateur pour Kelly O'Sullivan et Alex Thompson (en)
  - Golden Space Needle Award - meilleure interprétation pour Keith Kupferer (es)
- Satellite Awards 2025 : meilleur acteur dans un film musical ou une comédie pour Keith Kupferer (es)

### Nominations
- Festival international du film de Seattle 2024[3] :
  - Golden Space Needle Award - meilleur film pour Kelly O'Sullivan et Alex Thompson (en)
  - Golden Space Needle Award - meilleure interprétation pour Katherine Mallen Kupferer
- Satellite Awards 2025 : meilleur film musical ou comédie

### Sélections
- Festival du film de Sundance 2024
- South by Southwest 2024
- Festival international du film de Cleveland 2024
- Festival du film de Sydney 2024
- Festival international du film de São Paulo 2024
- Festival international du film de Rome 2024
- Festival international du film de Thessalonique 2024
- Festival du film de Glasgow 2025